# Лютен (міфологічна істота)

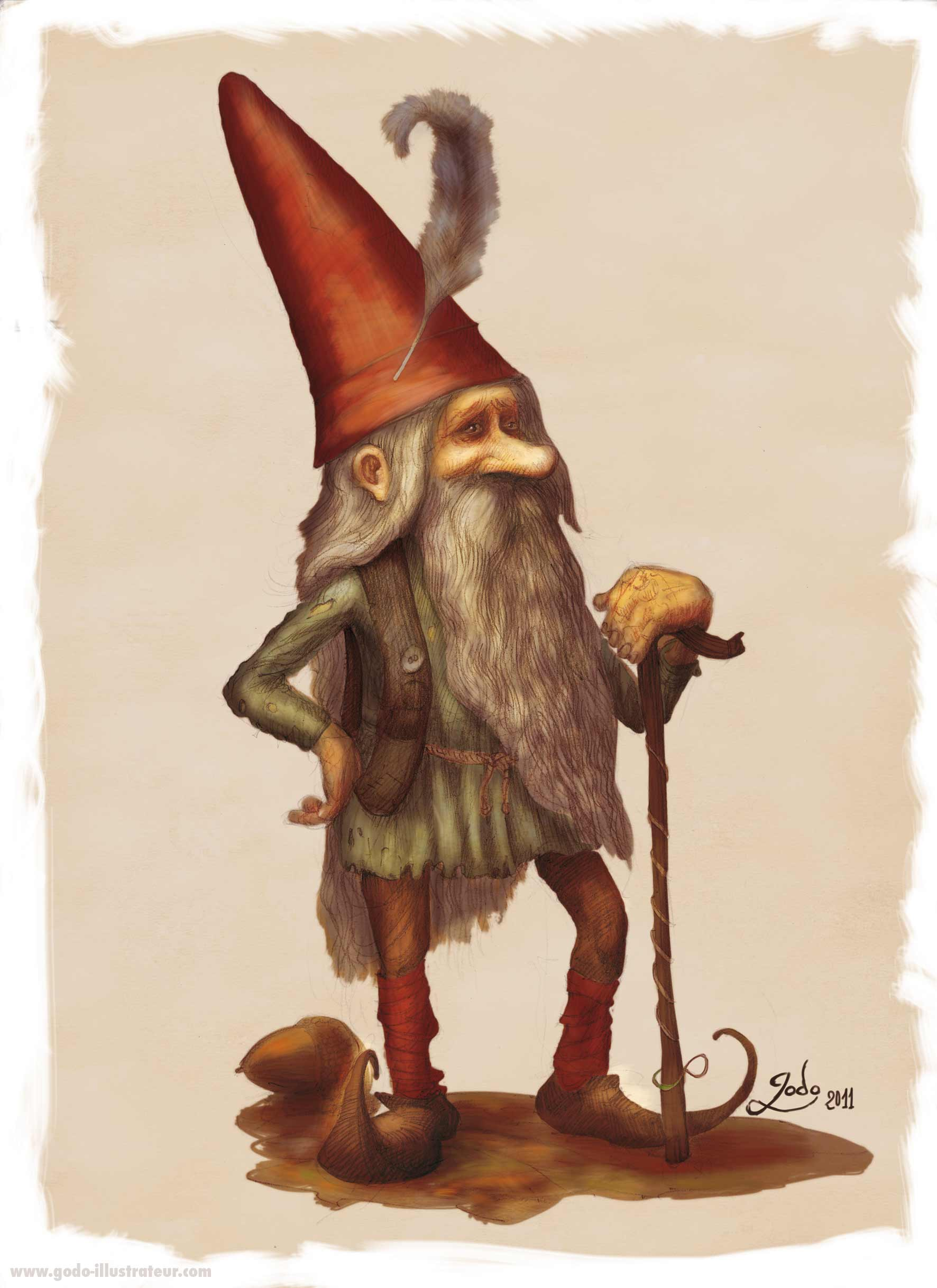
Лютен. Малюнок початку XXI ст.

Люте́́н (фр. lutin) — людиноподібна істота у фольклорі деяких областей Франції. Схожий з гномами з германського фольклору, має вигляд маленької людинки, яка веде нічний спосіб життя. Істота жіночої статі називається «люті́ною» (lutine).
Слово «лютен» має кілька варіантів вимови й написання у різних регіонах Франції: lutin, lûton, nûton, nuton.

## Етимологія
Походження слова досі викликає суперечки філологів. Так, за версією Вальтера фон Вартбурга, ще широкоприйнятою, слово «лютен» походить від імені римського морського бога Нептуна, який втратив свою колишню священність під християнським впливом. Латинська проповідь VII ст. згадує Нептуна серед злих духів, яким забороняється правити обряди, що підтверджує існування аж до цих часів вірувань і забобонів, зв'язаних з ним. Первісно маленькі злі водяники звалися «нептунами» (лат. neptuni), у старофранцузькій мові слово зазнало істотних змін: спочатку «нетен» (netun), потім «нюїтон», nuiton (під впливом слова nuit — «ніч»), потім «люїтон» (luiton) і «лютон», luton (під впливом старофранцузького luiter — «боротись», «битись»), і нарешті «лютен» — у Середньовіччі звичайно злий дух. Ця гіпотеза пояснює зв'язок лютенів з морським світом і конями — атрибутами бога Нептуна.
Існують й інші теорії. Клод Стерк і Жан Маркаль відмічають, що середньовічні традиції, які порівнюють нетена (люїтона) з лососем чи рибалкою, йдуть від культу кельтського водяного бога Нудда, чиє ім'я споріднене з ім'ям Нептуна. Клод Лекуте, який певний час був прибічником теорії Вартбурга, казавши, що термін «лютен» надто поширений, щоб бути кельтським запозиченням, пізніше погоджується з Анною Мартіно, яка вважає кельтську теорію найімовірнішою. Згідно з гіпотезою Мартіно, слова «нетен» і «люїтон» — різні за походженням і значенням, і тільки пізніше злилися у слово «лютен». Нетен — водяний демон, який походить від Нуади чи іншого загальноіндоєвропейського божества, а люїтон — хатній дух. Це пояснює співіснування обох термінів у XIII столітті, а також той факт, що лютени у сказаннях артурівського циклу мало зв'язані з водою, а в епічній літературі й романах — навпаки.

## Джерело
- Pierre Dubois. La grande encyclopédie des lutins. — Hoëbeke, 1992. — ISBN 9782-84230-325-9. (фр.)
- Jean-Paul Ronecker. Lutins. — Pardès, 2000. — 128 с. — ISBN 9782867142321. (фр.)
- Gérard Leser. Le monde merveilleux et inquiétant des gnomes, nains et lutins en Alsace. — Éd. du Bastberg, 2001. — 159 с. — ISBN 9782913990678. (фр.)
- Philippe Le Stum. Fées, korrigans et autres créatures fantastiques de Bretagne. — Rennes : Ouest-France, 2001. — 123 с. — (Mémoires) — ISBN 9782737323690. (фр.)
- Run Futthark. Le monde étrange des fées, elfes, lutins, korrigans, gnomes et autres personnages. — De Vecchi, 2003. — 128 с. — ISBN 9782732834191. (фр.)
- Hervé Thiry-Duval. Élevez des Lutins. — Coprur, 2005. — 104 с. — ISBN 9782842081515. (фр.)
- Édouard Brasey. Le petit livre des lutins. — Le pré aux clercs, 2008. — 60 с. — ISBN 9782842283339.
- Marie-Odile Mergnac. France, terre de sorciers ?. — Archives & culture, 2008. — (Vie d'autrefois) — ISBN 9782350770895. (фр.)
- Pierre Dubois. Inventaire mondial des Lutins. — Hoëbeke, 2010. — 116 с. — ISBN 9782842303884. (фр.)